# Медична етика
Медична етика — галузь етичної науки, яка досліджує взаємовідносини медичних працівників між собою та з пацієнтами.
Основні принципи медичної етики сформулював Гіппократ, який започаткував медицину як професію, та постулював вищість інтересів пацієнта над інтересами лікаря.

## Принципи медичної етики
Медична етика і деонтологія у трудовому колективі будь-якого відділення складаються з трьох основних компонентів:
- взаємовідносин членів колективу між собою на всіх рівнях;

- взаємини в медичному товаристві;
- відносин між персоналом, хворими та їх родичами.[3]

Вісім основних принципів медичної етики:
1. Гуманне ставлення до хворого;
2. Не брати участі в діях проти здоров’я хворого;
3. Надання допомоги всім, хто її потребує, незалежно від расової, політичної і релігійної приналежності;
4. Солідарність усіх лікарів у повазі гідності людей, їх боротьбі за мир;
5. Збереження медичної/лікарської таємниці;
6. Участь в охороні життя людей від тих чи інших ексцесів, що загрожують їм (наприклад, від забруднення зовнішнього середовища);
7. Недопущення експериментів над людьми;
8. Утримання від вчинків, які можуть принизити гідність професії лікаря.[4]

## Основні положення медичної етики
Медична етика визначає взаємовідносини за наступними напрямками: 
- медичний працівник  — хворий;
- медичний працівник  — здорова людина (родичі);
- медичний працівник  — медичний працівник.

Медична етика включає положення про лікарську таємницю, лікарські помилки, ятрогенію, обов'язки лікаря та пацієнта.
Деонтологія  — це складова медичної етики, про проблеми моралі, це сукупність етичних норм і принципів поведінки медичного працівника при виконанні своїх професійних обов’язків.
Медична етика тісно пов'язана з біоетикою, але це не ідентичні поняття. Оскільки наука біоетика виникла еволюційним шляхом в продовження розвитку медичної етики, та охоплює більш широке коло питань.
Медична етика також пов'язана із законом. Але етика і закон не ідентичні поняття. Частіше етика передбачає вищі стандарти поведінки, ніж на те вказує закон.

## Етапи становлення медичної етики
Етапи становлення медичної етики згідно із вченням Сандро Спінзанті:
- В класичний, домодерний період медицина відповідала на питання: “Яке лікування приводить до найкращого стану пацієнта?” Відносини лікаря та пацієнта носили нерівний, патерналістський характер.
- В модерний період медицина відповідає на питання: “Яке лікування поважає автономію вибору пацієнта?” Лікар виконує роль демократичного авторитета, пацієнт інформований через правило інформованої згоди. Медсестра полегшує спілкування між лікарем та пацієнтом, як гарант автономії пацієнта.
- В постмодерний період медицина відповідає на питання: “Яка терапія оптимізує використання ресурсів і задовольняє пацієнта/клієнта?” Цей період характеризується появою біоетики, як міждисциплінарної науки. У взаємовідносинах лікаря та пацієнта, лікар виконує роль лідера, де пацієнт має бути задоволений, медсестра виступає в ролі, менеджерки, яка відповідальна за якість сервісу. [5]

## Міжнародні документи, які регулюють питання медичної етики
Протягом років медична етика спиралась на вчення античних часів: Гіппократа, Галена та ін. На сьогоднішній день прийняті міжнародні документи, які встановлюють та регулюють взаємовідносини у медичні етиці: Женевська декларація ВМА (Всесвітньої медичної асоціації); Міжнародний кодекс медичної етики, прийнятий Генасамблеєю ВМА, який містить положення, згідно з якими, якщо обстеження або лікування вимагають певних знань, які перевищують можливості лікаря, він повинен запросити інших лікарів, що мають відповідну кваліфікацію; Хельсінська декларація прав людини; Хельсінсько-Токійська декларація; Міжнародна декларація про права людини; Декларація про незалежність і професійну свободу лікаря, Декларація про права Хворого Світового Лікарського Товариства.

#### Медичне товариство
Для медичного працівника культура спілкування зі співробітниками в колективі — одна з необхідних умов високої ефективності співпраці та праці, морального задоволення.
Нормою здорових взаємин медичних працівників один з одним є дбайливе відношення до авторитету — своєму і товаришів. Справедлива думка, що пацієнт і його родичі своє відношення до медицини нерідко будують на основі спостережень за взаєминами між медичними працівниками.
Підходи до етичних питань за даними Світового медичного товариства умовно поділяють на дві групи:
- раціональні
- нераціональні

Раціональні підходи: деонтологія, етика чеснот, консеквентіалізм, принциповість.
Нераціональні підходи: інтуїція, імітація, звичка, відчуття (бажання), слухняність.